# Couthures-sur-Garonne
Couthures-sur-Garonne – miejscowość i gmina we Francji, w regionie Nowa Akwitania, w departamencie Lot i Garonna.
Według danych na rok 1990 gminę zamieszkiwało 427 osób, a gęstość zaludnienia wynosiła 61 osób/km² (wśród 2290 gmin Akwitanii Couthures-sur-Garonne plasuje się na 769. miejscu pod względem liczby ludności, natomiast pod względem powierzchni na miejscu 1280.).